# 库伦德瓦德
库伦德瓦德（Kurundvad），是印度马哈拉施特拉邦Kolhapur县的一个城镇。总人口21325（2001年）。

## 人口
该地2001年总人口21325人，其中男性10857人，女性10468人；0—6岁人口2484人，其中男1329人，女1155人；识字率75.40%，其中男性为82.29%，女性为68.25%。